# Ukrainische Unihockeynationalmannschaft der Frauen
Die ukrainische Unihockeynationalmannschaft der Frauen repräsentiert die Ukraine bei Länderspielen und internationalen Turnieren in der Sportart Unihockey. 2017 nahm die Nationalmannschaft erstmals an einer Qualifikation teil, konnte sich aber letztlich nicht für die Weltmeisterschaft in Bratislava qualifizieren.

## Geschichte
Die Ukraine wurde 2012 Mitglied der International Floorball Federation, dem weltweiten Unihockeyverband. In den folgenden Jahren hatte sich der Verband für fairen Wettkampf und Zusammenarbeit mit dem Sportministerium entschieden. Daher wurde zur Saison 2012/13 die Meisterschaft der Frauen ausgetragen. Auf eine Qualifikation für die Weltmeisterschaft haben die Damen bis 2016 verzichtet. Bohdan Tyravskyy wurde erster Trainer der Nationalmannschaft der Damen und absolvierte mit seinem Team in Madrid die Qualifikation zur Weltmeisterschaft in Bratislava. Im ersten Spiel der Qualifikation unterlagen sie Lettland mit 31-1. Schließlich beendete die Nationalmannschaft mit vier Niederlagen und keinem Sieg auf dem letzten Schlussrang in der europäischen Gruppe 4.

## Platzierungen

### Weltmeisterschaften
| WM   | Austragungsort(e)           | Platz                                                     |
| ---- | --------------------------- | --------------------------------------------------------- |
| 1997 | Mariehamn und Godby         | nicht teilgenommen                                        |
| 1999 | Borlänge                    | nicht teilgenommen                                        |
| 2001 | Riga                        | nicht teilgenommen                                        |
| 2003 | Bern, Gümligen und Wünnewil | nicht teilgenommen                                        |
| 2005 | Singapur                    | nicht teilgenommen                                        |
| 2007 | Frederikshavn               | nicht teilgenommen                                        |
| 2009 | Västerås                    | nicht teilgenommen                                        |
| 2011 | St. Gallen                  | nicht teilgenommen                                        |
| 2013 | Brno und Ostrava            | nicht teilgenommen                                        |
| 2017 | Bratislava                  | nicht qualifiziert                                        |
| 2019 | Neuenburg                   | nicht teilgenommen                                        |
| 2021 | Uppsala                     | keine Qualifikationsturniere aufgrund der Corona-Pandemie |
| 2023 | Singapur                    | nicht qualifiziert                                        |
| 2025 | Brno und Ostrava            | nicht teilgenommen                                        |

## Trainer
- seit 2016: Bohdan Tyravskyy